# Станислав Костов
Станислав Йорданов Костов е български футболист, нападател. Голмайстор на България за сезон 2018/19.

## Кариера

### Пирин Благоевград
Роден е на 2 октомври 1991 година в Благоевград, където започва кариерата си в ДЮШ на местния Пирин 2001. През януари 2010 той е забелязан от деятели на „Пирин“ (Благоевград). Костов прави своя дебют в първия отбор на клуба на 7 август 2010 г., когато влиза като резерва при победата срещу ОФК Сливен 2000 с 2:1, в мач от А ПФГ.
Костов вкарва първия си гол при победата с 2:1 над „Локомотив“ (София) на 11 септември 2010 г. В мача освен гола асистира на Борис Кондев за първия гол, а след срещата е обявен за „Играч на мача“.

### ЦСКА
След като изиграва отличен полусезон с „Пирин“, Костов е забелязан от големите български клубове ЦСКА и ПФК „Левски“ (София). След тежка битка за привличането на талантливия младеж, Костов решава да подпише с ЦСКА.
В последния кръг за сезон 2010/2011 отбелязва гол в мача срещу „Академик“ (София) и е избран от журналистите за играч на ХХХ кръг на А ПФГ .

### Ботев (Пд)
От 2012 г. Костов е играч на „Ботев“ (Пд). На 21 януари 2014 г. разтрогва договора с „Ботев“.

### Берое
На 27 януари 2014 г. подписва с „Берое“ (Стара Загора) след едноседмичен пробен период. В клуба играе 2 години.

### Отново в Пирин Благоевград
От 2016 до 2017 г. е титуляр в родния си клуб и отбелязва 16 гола, с което отново е забелязан от „Левски“ (София).

### Левски
През 2018 г. Станислав Костов става играч на „Левски“, където постига най-големия успех в спортната си кариера – голмайстор на А ПФГ за сезон 2018/2019 г. с 23 гола.

### „Олимпиакос“ Никозия
През 2020 г. подписва с кипърския „Олимпиакос“ Никозия.